# Église Notre-Dame-de-l'Assomption de Pointe-Noire (république du Congo)
Cet article concerne l’église en république du Congo. Pour l’église en Guadeloupe, voir Église Notre-Dame-de-l'Assomption de Pointe-Noire (Guadeloupe).
Pour les articles homonymes, voir Église Notre-Dame-de-l'Assomption.
L'église Notre-Dame L'assomption est un édifice religieux appartenant à l'Église catholique romaine et situé à Pointe-Noire, la capitale économique de la république du Congo.
Elle est située dans le diocèse de Pointe-Noire (Dioecesis Nigrirostrensis), créé le 14 septembre 1955 par la bulle Dum Tantis du Pape Pie XII, inclus dans la province ecclésiastique de Brazzaville. Le rite utilisé est le rite catholique romain.

## Histoire

### Le projet et le chantier

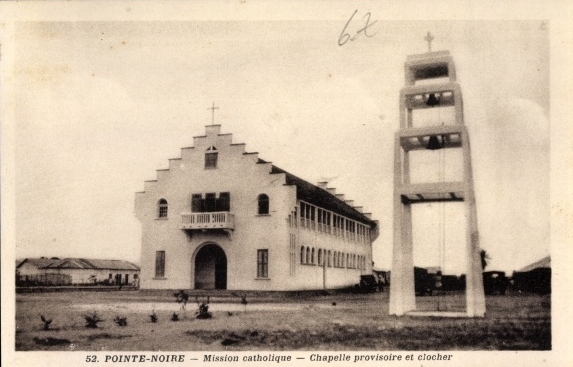
Mission Catholique de Pointe Noire - Chapelle Provisoire Notre-Dame del Sasso et clocher - De nos jours l'Évêché.

Au début des années 1950, Pointe-Noire ne dispose pas d'église. C'est le rez-de-chaussée de l'évêché situé dans le centre-ville qui sert alors de chapelle. L'évêque de Pointe-Noire, Mgr Jean-Baptiste Fauret, CSSp. sollicite alors Jules Alazard, architecte et directeur de la société CIMA, afin de concevoir un édifice digne de la ville. Dès la fin de l'année 1951, on organise à Pointe-Noire diverses festivités en vue de recueillir des fonds pour la construction de l'église Notre-Dame de l'Assomption, destinée à devenir la cathédrale.
Le projet prévoit une construction de style moderne et de forme classique en croix latine, de 60 mètres de long sur 20 mètres de large et atteignant 30 mètres au niveau du transept. Le clocher (5 mètres sur 5) culmine à 33 mètres. Le terrain sur lequel sera érigé l'édifice est fourni gracieusement par l'administration coloniale en la personne du Gouverneur Le Layrac qui pose la première pierre le 27 avril 1952. Les travaux sont confiés à la société EFIAC, une entreprise de la ville. 
Construit en dix-huit mois face à la mer, sur un emplacement légèrement surélevé, le bâtiment en béton armé est construit un peu en retrait de l'avenue Charles de Gaulle, la principale artère de la ville. En effet, «ku dâle!», la «dalle», plaque horizontale en béton, désigne en langue locale Vili, la «ville», la cité européenne par opposition à la cité indigène.
Lors de son passage à Pointe-Noire le 23 mars 1953, le général de Gaulle visite le chantier de la future cathédrale.

### La bénédiction
La bénédiction solennelle de l'église, présidée par Mgr Marcel Lefebvre, CSSp, délégué apostolique pour l’Afrique française, a lieu quelques jours avant la fête de Noël, le 20 décembre 1953,. Mais c'est à Mgr Jean-Marie Maury, président du conseil central des Œuvres pontificales missionnaires (O.P.M.) du secteur de Lyon, qu’échoit la bénédiction liturgique de l’église, en remerciement de son dévouement pour faire connaître et aider les missions depuis la France métropolitaine. 
Les vicaires apostoliques du voisinage, Paul Biéchy, Émile Verhille, Jean-Jérôme Adam et de nombreux pères, abbés et frères, venus d'un peu partout du vicariat sont présents. 
À compter de ce jour, l'ancienne mission, Notre-Dame del Sasso, sera désormais appelée officiellement évêché, pour éviter toute confusion avec Notre-dame-de-l'Assomption.[réf. nécessaire]
Le 23 octobre 1955, a lieu la bénédiction de la troisième et plus grosse cloche, offerte par les fidèles de la paroisse. Le carillon de l'église est alors ainsi composé de Madeleine (168 kilogrammes, tonalité : ré), Odile (421 kilogrammes, tonalité : si bémol) et Bernadette (950 kilogrammes, tonalité : fa).

### Les paroissiens de l'époque
A cette époque, la paroisse Notre-Dame, s'étend jusqu'au port, à l'ouest; vers l'aéroport au sud et vers le camp militaire du 31 juillet au nord. La population est aux deux-tiers européenne et le ministère pratiqué est très différent de celui des autres paroisses autochtones. 
La majorité des Européens ne sont là que pour des séjours courts; les gens se connaissent peu et ne sont guère attachés à la paroisse. Il y a peu d'ambiance familiale: on fréquente les clubs et on est peu disposé à consacrer du temps à des réunions paroissiales. 
" La paroisse Notre-Dame, dit un de ses responsables, est un self-service où on prend ce dont on a besoin, sans se préoccuper des problèmes d'ensemble ». Il faut préciser qu'en général les paroissiens sont généreux: la situation financière de Notre-Dame est saine et permet même d'aider assez régulièrement le petit séminaire de Loango."

## La cathédrale
Durant l'administration coloniale, et jusqu'en 1975, avec la consécration de Godefroy Emile Mpwati, le premier évêque de Pointe-Noire issu du clergé local, par le cardinal Emile Biayenda, en remplacement de Monseigneur Jean-Baptiste Fauret, spiritain démissionnaire, c'est Notre-Dame de l'Assomption qui a souvent fait office de cathédrale de facto. 
À la place, c'est l'église Saint-Pierre-Apôtre bien que moins vaste, qui est érigée de jure en cathédrale du diocèse, grâce à son emplacement à proximité du rond-point Lumumba et du grand marché habité par la population indigène, par opposition au Plateau, quartier administratif, habité historiquement par la population européenne.
Après le départ, en 1980, du P. Jean Bassot, dernier spiritain à Notre-Dame, la paroisse est confiée au clergé diocésain.